# Semiothisa mellistrigata
Semiothisa mellistrigata är en fjärilsart som beskrevs av Augustus Radcliffe Grote 1873. Semiothisa mellistrigata ingår i släktet Semiothisa och familjen mätare. Inga underarter finns listade i Catalogue of Life.